# Linhas-Aéreas-de-Moçambique-Flug 470
Auf dem Flug 470 der Linhas Aéreas de Moçambique von Maputo in Mosambik zum Aeroporto Internacional Quatro de Fevereiro bei Luanda in Angola verunglückte am 29. November 2013 eine Embraer 190 im Caprivizipfel in Namibia.

## Verlauf
Das Flugzeug startete um 11:26 Uhr Ortszeit vom Flughafen Maputo und stieg auf seine Reiseflughöhe von 38.000 Fuß. Um 13:09 Uhr Ortszeit sah die Flugsicherung, dass es in einen schnellen Sinkflug überging und in einer Höhe von 3.000 Fuß vom Radar verschwand. Anfangs ging man davon aus, dass die Embraer 190 notgelandet sei. Am nächsten Tag fanden jedoch Suchmannschaften die verkohlten Trümmer der Embraer im Bwabwata-Nationalpark. Keiner der Insassen überlebte.

## Passagiere und Besatzung
Bei dem Unfall kamen 33 Menschen ums Leben, davon 6 Crew-Mitglieder. Der Flugkapitän Hermínio dos Santos Fernandes hatte 9053 protokollierte Flugstunden, der erste Offizier 1418 Stunden.
| Staatsangehörigkeit | Anzahl |
| ------------------- | ------ |
| Mosambik            | 16     |
| Angola              | 9      |
| Portugal            | 5      |
| Frankreich          | 1      |
| Brasilien           | 1      |
| Volksrepublik China | 1      |

## Ursache
Der im Januar 2015 veröffentlichte Zwischenbericht lässt darauf schließen, dass der Kapitän den Unfall mit Absicht herbeigeführt hat. Die Cockpittür soll von innen verriegelt worden sein, um den zweiten Piloten am Wiedereintritt in das Cockpit zu hindern. Die daraufhin laut dem Flugdatenschreiber in mehreren Stufen erfolgte Änderung der Flughöhenvorgabe für den Autopiloten vom eingestellten Wert FL380 (38.000 Fuß bzw. ca. 11.600 m) bis auf den Wert 592 Fuß (ca. 180 m, d. h. in dieser Gegend deutlich unter dem Erdboden) führte zu einem kontinuierlichen Sinkflug mit einer Dauer von etwa 7 Minuten, der mit dem Aufprall endete. Die Untersuchung der Ursache für diesen Unfall dauerte bis April 2016 an. Als endgültiger Grund für den Absturz wurde im Abschlussbericht ein erweiterter Suizid (Pilotensuizid) des Piloten ermittelt.

## Ermittlung und Unfallfolgen
Zwar schrieb eine interne Vorschrift bei LAM vor, dass sich zu jeder Zeit zwei Personen im Cockpit befinden sollen, diese wurde jedoch bei Flug LAM 470 nicht eingehalten. Im Unfall-Abschlussbericht des DCAAI wurde empfohlen, Prozesse zu entwickeln, die die Einhaltung dieser Vorschrift verbessern. Erst nach Absturz des Germanwings-Fluges 9525 ca. 16 Monate nach Flug LAM 470 wurden auch weltweit Maßnahmen zur Sicherstellung und Überprüfung der psychischen Gesundheit von Piloten eingeführt.